# Кариньян (виноград)

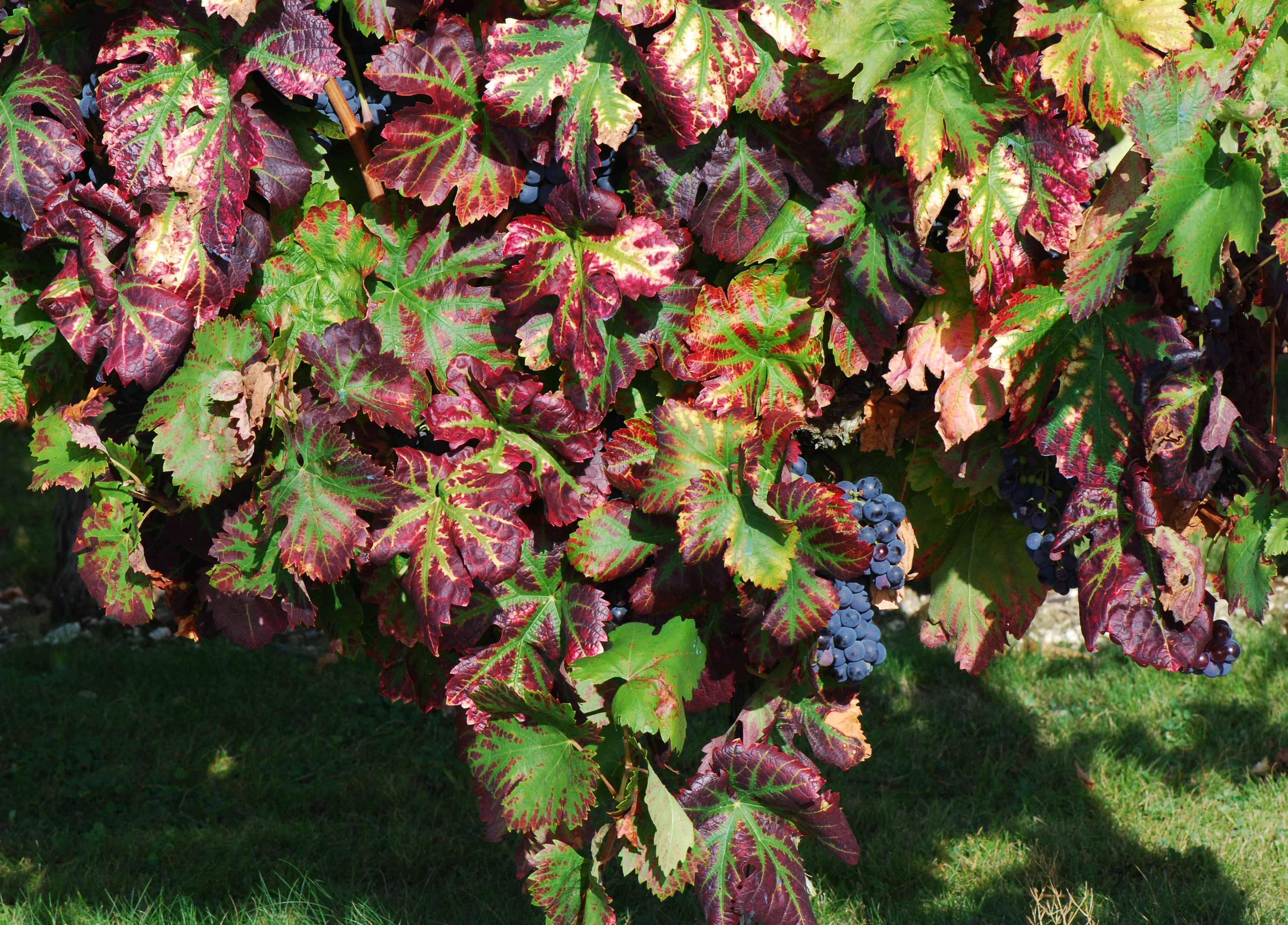

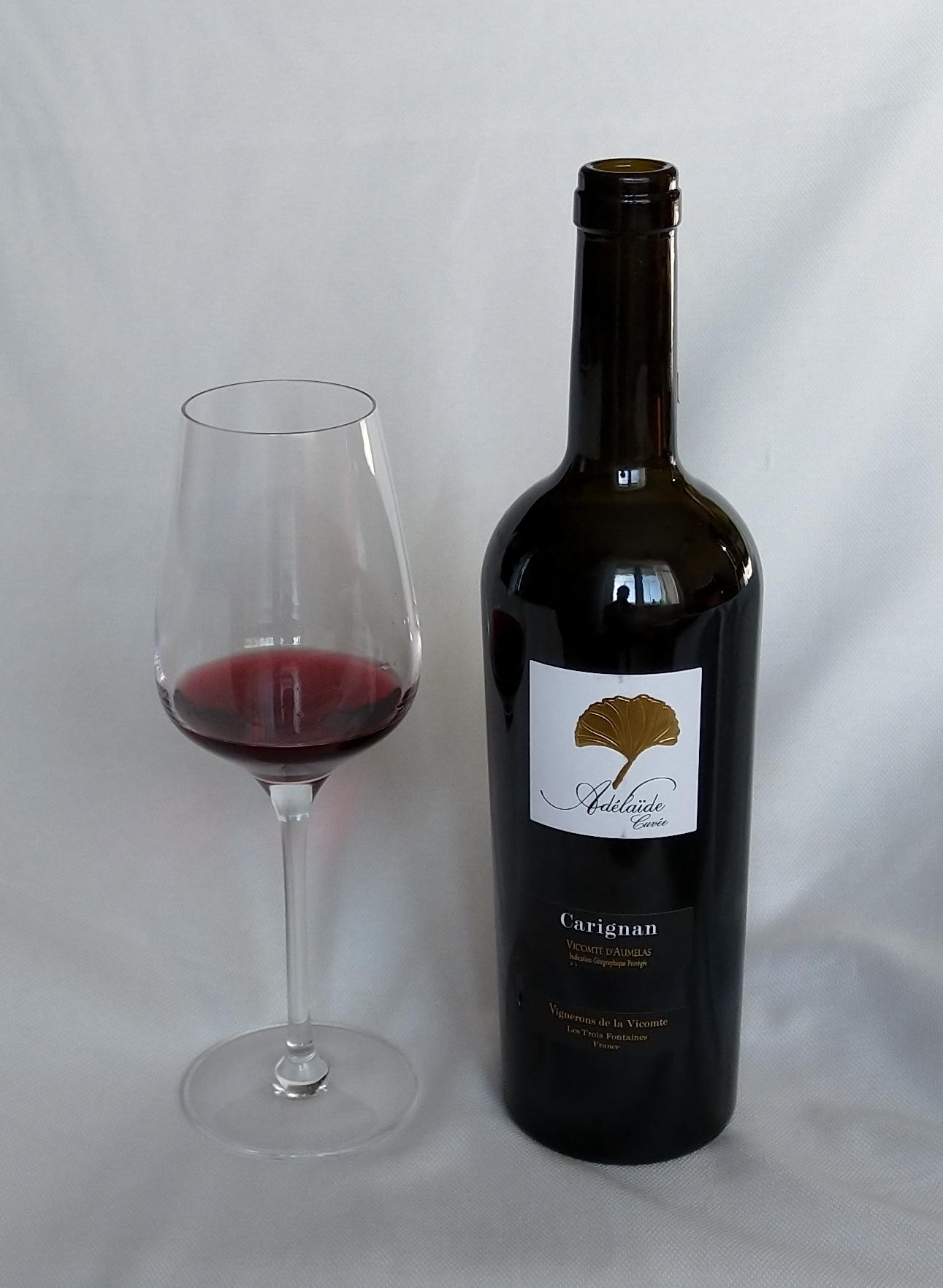
Вино з винограду кариньян

Кариньян (фр. Carignan) — червоний технічний сорт винограду, для масового виробництва вин.
Його обробляють в Південній Франції, на північному сході Іспанії (під іменами «каринена», «кариньяно», «масуело»), на півдні Каліфорнії, в Мексиці та Латинській Америці для простих промислових вин. В Чилі даний сорт використовується і для виготовлення більш якісних вин. Винороби в Лангедоці та Руссільоні, а також в Пріораті, купажують кариньян з іншими сортами, роблять вина з характерним витонченим смаком.
Батьківщиною Кариньяно вважають Арагон. В Провансі він витісняється сортами сіра та гренаш.